# Flugplatz Zwickau

i7
i11
i13

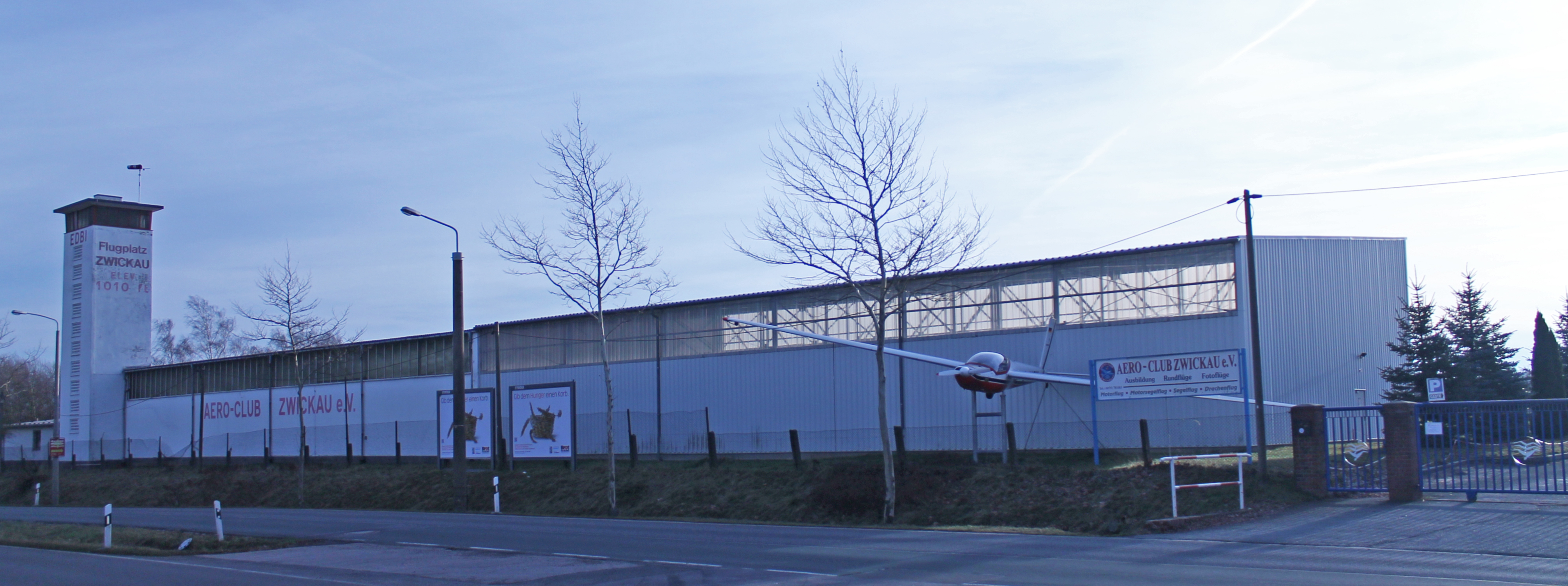
Turm und Hangars am Flugplatz Zwickau

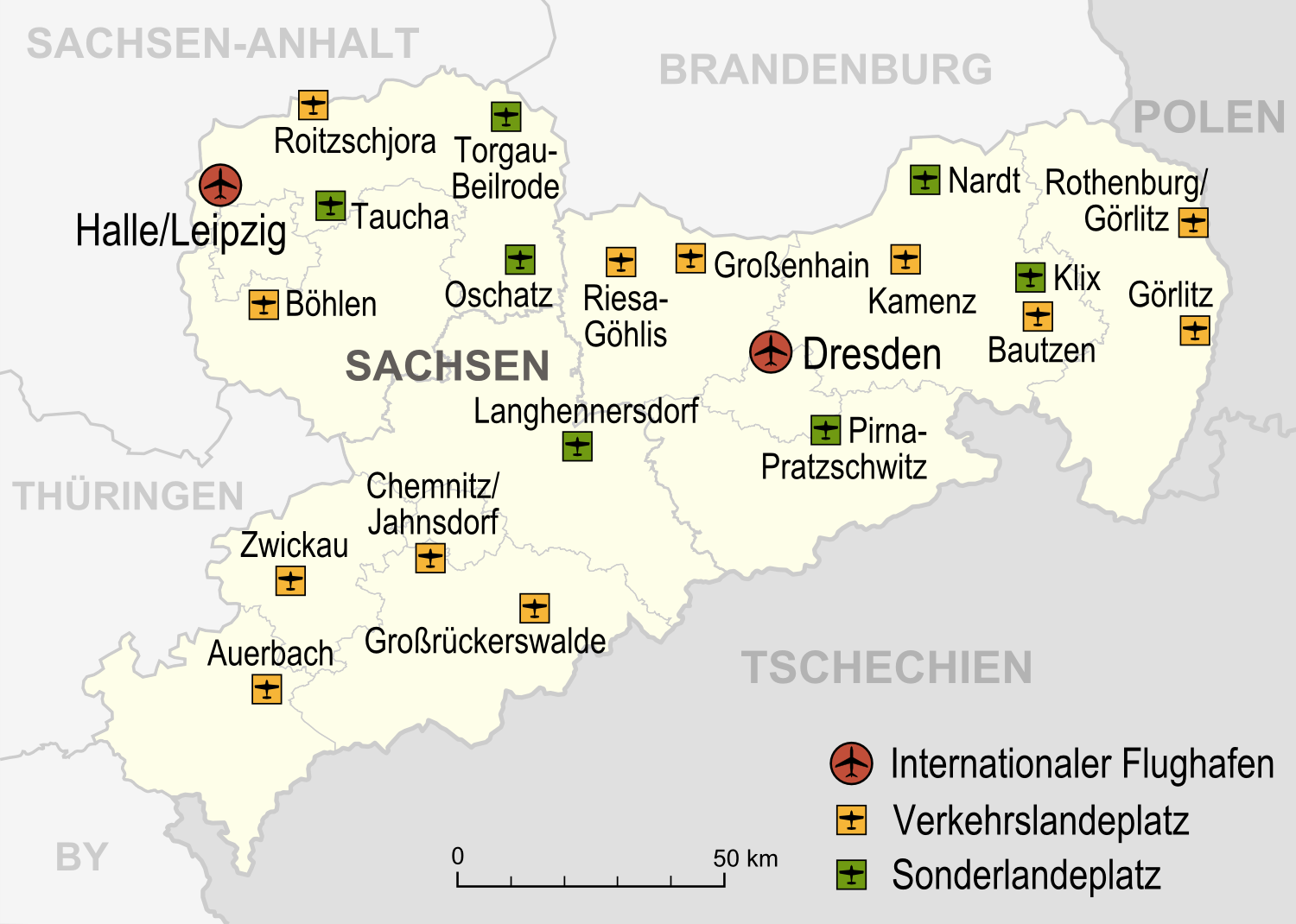
Karte der Flughäfen und Landeplätze in Sachsen

Der Flugplatz Zwickau (ICAO-Code: EDBI) ist ein Zwickauer Verkehrslandeplatz und liegt im Südwesten der Stadt an der Reichenbacher Straße auf Marienthaler Flur. Er wird von Privatpiloten und Geschäftsleuten frequentiert. Dieser Flugplatz wird seit 1990 vom Aero Club Zwickau genutzt, der von hier aus auch Rundflüge mit Motorflugzeugen organisiert.

## Geschichte

### 1909–1930
Das erste Zwickauer Flugfeld lag auf dem Exerzierplatz einer Helmsdorfer Garnison nördlich von Zwickau. Diese Stadtrandgemeinde lag zwischen Dänkritz, Oberrothenbach und Niederhohndorf.
Am 26. April 1909 wurde hier der Verein für Luftfahrt und Flugwesen gegründet. Bis 1914 wurden von diesem Flugplatz aus Fahrten mit dem vereinseigenen Heißluftballon Zwickau durchgeführt.
Am 30. Mai 1911 landeten Flieger des Sachsenrundfluges hier. Morgens, gegen 4.30 Uhr, legten die sich auf dem Flug von Plauen nach Chemnitz befindlichen drei Flieger Laitsch (der spätere Sieger), Büchner und Otto Lindpaintner eine halbstündige Pause ein.
Von hier aus starteten am 6. Juli 1913 der Zeppelin LZ 17 „Sachsen“. Hugo Eckener steuerte das Luftschiff über Werdau – Zwickau – Bockwa – Wilkau – Kirchberg – Schneeberg – Aue – Oelsnitz – Lugau – Lichtenstein – Glauchau zurück nach Helmsdorf.
Der nach dem Ersten Weltkrieg neu gegründete Verein für Luftfahrt und Flugwesen bemühte sich, in Zwickau einen neuen Flugplatz anzulegen, denn nach dem Versailler Vertrag wurde 1920 die Helmsdorfer Flugzeughalle abgerissen und der Flugverkehr eingestellt.
Flugbegeisterte Bürger pachteten am 1. April 1926 für zwölf Jahre von Kommerzienrat Otto Schmelzer aus Lichtentanne das auch als die Schmelzer-Wiesen bekannte Gelände an der Reichenbacher Straße 129.
Am 2. Mai 1927 wurde mit der Landung des ersten Linienverkehrsflugzeugs (Junkers F 13) in Zwickau der Linienverkehr Nürnberg/Fürth – Bayreuth – Hof – Plauen – Zwickau – Leipzig aufgenommen. Daraufhin wurde am 27. Juni 1928 die Zwickauer Flugplatz GmbH gegründet. Die Stadt gab zum Ausbau von Flugplatz und Hangar einen Zuschuss von 20.000 Reichsmark.

### 1930–1947
Seit 1930 bediente die Nordbayerische Verkehrsflug GmbH die Linie Nürnberg – Zwickau – Chemnitz – Dresden – Stettin.
Als erstes privates Flugzeug landete die Maschine des Weltkriegsfliegers Alfred Thomä, der ab 1930 auch die Zwickauer Flughafen-Gastwirtschaft betrieb, auf dem neuen Flugplatz. Jährlich von Mai bis November landeten hier Flugzeuge aus Bayern gegen 10:30 Uhr; die aus Leipzig gegen 16:30 Uhr. Mit 285 anreisenden und 455 abreisenden Fluggästen im Jahr lag Zwickau unter den neunundsiebzig deutschen Flugplätzen an dreißigster Stelle.
Die jährlich durchgeführten Zwickauer Flugtage waren weithin bekannt und zogen Gäste aus nah und fern an. Am 16. Oktober 1932 führte eine viermotorige Junkers G 38 einen Überflug aus. Ende Oktober 1934 stellte die Deutsche Verkehrsflug AG, die seit dem 1. Januar 1931 den Flugplatz betrieben hatte, den planmäßigen Linienbetrieb ein, obwohl die Stadt zur Unterhaltung der Fluglinie und zum Bau von Werkstatt und Gaststätte seit 1927 insgesamt 122.000 RM beigesteuert hatte.
Am 12. Mai 1944 war der Flugplatz, auf dem sich seit 1938 das Flugzeugreparaturwerk Gustav Basser befand, Ziel amerikanischer Bomber. Das Werk wurde schwer beschädigt. Die unterirdischen Reparaturhallen wurden schließlich 1947 von der sowjetischen Besatzungsmacht gesprengt.

### DDR-Zeit
Im Frühjahr 1953 wurden Trümmer und Bombentrichter beseitigt und der Flugplatz wieder hergerichtet. Einige Zwickauer Enthusiasten nahmen mit einem alten Schulgleiter SG 38 den Betrieb wieder auf.
Seit dem 1. März 1957 wurde auf dem Flugplatz durch die GST wieder Motorflugbetrieb durchgeführt. Bis 1973 hatte hier eine erfolgreiche Motorkunstflugstaffel ihren Standort, die wegen des Fluglärms im benachbarten Wohngebiet Neuplanitz aus Zwickau verlegt wurde. Bis zur politischen Wende kamen nur noch Segelflugzeuge zum Einsatz, größtenteils im Motorschlepp mit Wilga.

### Nach 1990
In den Jahren 1996, 1997 und 1998 fand auf dem Flugplatz Zwickau das Heavy-Metal-Open-Air-Festival With Full Force statt. Wegen Anwohnerprotesten wurde 1998 zunächst die Spieldauer der Bands eingeschränkt und 1999 verlegte der Veranstalter das Festival auf den Segelflugplatz Roitzschjora. Seit 2002 findet der Simsontreff Zwickau statt, bei dem es wiederholt zu rechtsextremen Symboliken kam, und seit 2012 das Störfaktor-Festival, das bereits 2009 im Schwanenteichpark als Punk- und Skintreffen gestartet war.